# 磐衝別命
磐衝別命（いわつくわけのみこと、生没年不詳）は、記紀等に伝わる古代日本の皇族。
第11代垂仁天皇の第十皇子である。史書には事績に関する記載はない。

## 名称
表記は次のように文書によって異なる。本項では表記を「磐衝別命」に統一して解説する。
- 伊波都久和希（『上宮記』逸文[原 1]）
- 石衝別王（『古事記』）
- 磐衝別命（『日本書紀』、『新撰姓氏録』[原 2]）
- 磐撞別命（『先代旧事本紀』「天皇本紀」[原 3]）
- 石衝別命（『先代旧事本紀』「国造本紀」[原 4][原 5]）

## 系譜
（名称は『日本書紀』初出を第一とし、括弧内に『古事記』ほかを記載）
第11代垂仁天皇と、山背大国不遅（山代大国之淵）の娘の綺戸辺（かむはたとべ、弟苅羽田刀弁）との間に生まれた第十皇子である。同母妹には両道入姫命（ふたじいりひめのみこと、石衝毘売命：第14代仲哀天皇の母）がいる。
子には石城別王（いわきわけ、石城別王/伊波智和希）、水歯郎媛（みずはのいらつめ：第12代景行天皇妃の五百野皇女の母）がいる。
『上宮記』逸文（『釈日本紀』所収）には磐衝別命後裔の系譜の記載があり、五世孫の振媛は彦主人王に嫁ぎ、乎富等大公王（第26代継体天皇）を生んだという。
『先代旧事本紀』「天皇本紀」では命を産んだ垂仁天皇の妃を丹波道主王の娘の真砥野媛（まとのひめ）とし、同母兄弟に祖別命（記紀では異母兄弟）があると異伝を記す。また「国造本紀」では、四世孫として大兄彦君の名を伝える。

## 墓

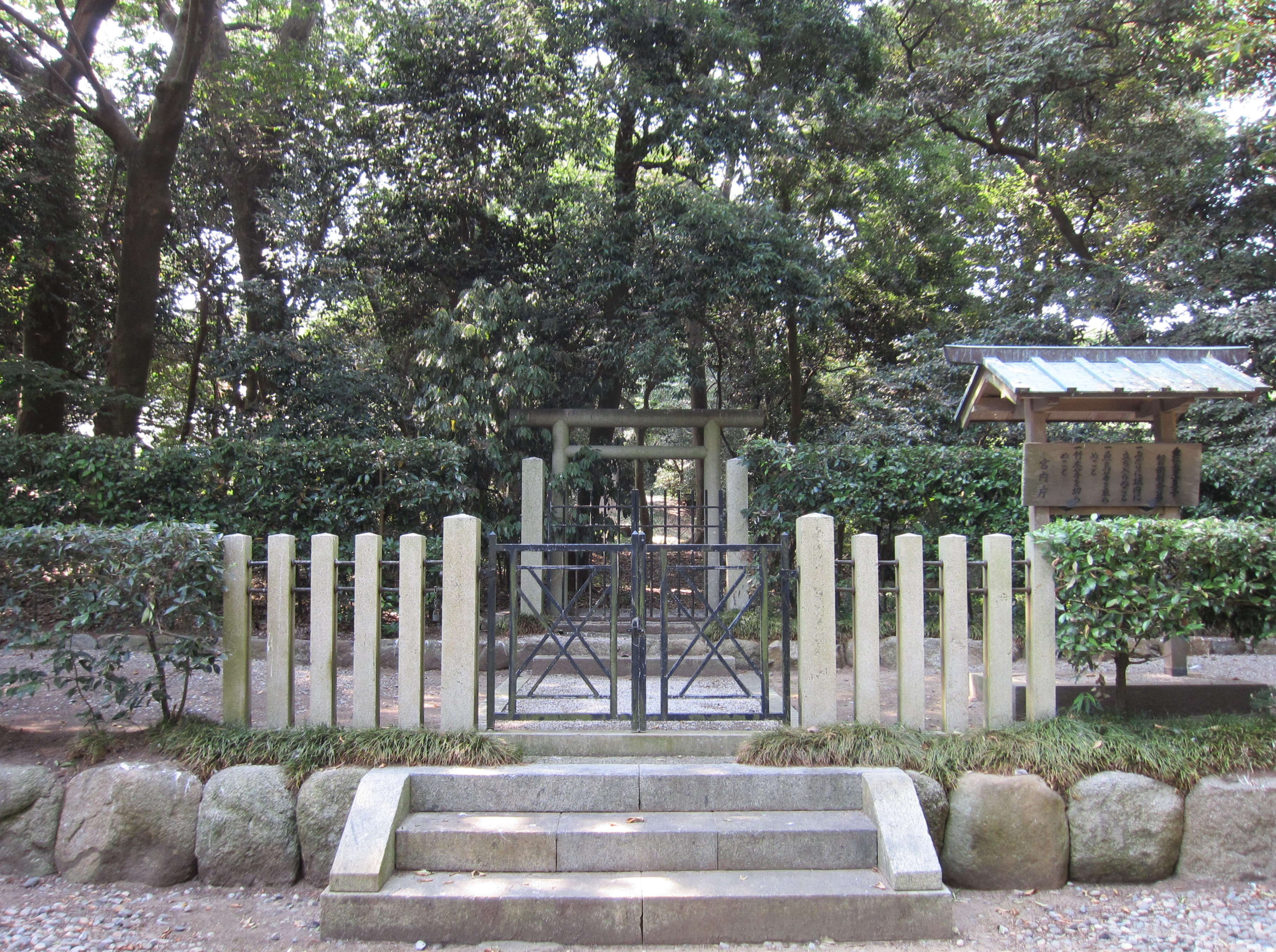
磐衝別命墓（石川県羽咋市）

墓は、石川県羽咋市の羽咋神社境内にある磐衝別命墓（いわつくわけのみことのはか、北緯36度53分50.64秒 東経136度46分46.09秒）に治定されている。宮内庁上の形式は円墳。遺跡名は「羽咋御陵山古墳」など。
命の墓に関して史書に記載はないが、大正6年（1917年）に宮内省（現・宮内庁）により公式墓に治定された。古墳は全長約100メートルの前方後円墳と見られ、5世紀中頃の築造と考えられている。
なお、墓には隣接して円墳（羽咋大谷塚古墳）があり、「磐城別王墓」として大正6年（1917年）に子の磐城別王の墓に治定されている。
異説として水尾神社（滋賀県高島市）の社伝では、磐衝別命は猿田彦命の天成神道を学ぶために猿田彦命を祀る当地に来住したという。
磐衝別命は当地で亡くなったため、その子・磐城別王は磐衝別命を三尾山に埋葬したとされる。
境内裏手の山中には6世紀の群集墳（拝戸古墳群）が残っており、うち皇子塚は三尾君祖の墳墓であると伝える。

## 後裔

### 氏族
磐衝別命について『古事記』では「三尾君の祖」、『日本書紀』では「羽咋君・三尾君の祖」として、羽咋氏・三尾氏が後裔氏族と記されている。
- 三尾氏（みおうじ）
北近江から北陸地方に勢力を持った地方豪族[3]。本拠地は、近江国高島郡三尾郷（現・滋賀県高島市安曇川町三尾里付近）または越前国坂井郡三尾駅（現・福井県あわら市付近か）と推定されている[3]。『上宮記』逸文にあるように一族は継体天皇の出自に関わっており、継体天皇の妃にも2名が見えることから、その即位への関与が指摘される[3]。
- 羽咋氏（はくいうじ）
能登国羽咋郡一帯（現・石川県羽咋市周辺）に勢力を持った地方豪族。『新撰姓氏録』では右京皇別に「羽咋公」として記載があり、垂仁天皇皇子・磐衝別命の後と言及されている[原 2]。後述のように「国造本紀」にある羽咋国造の氏族と推定されるが、奈良時代の文献には登場しないため政治的地位は早くに低下したものと考えられている[4]。

### 国造
磐衝別命に関係する国造としては、加我国造（賀我国造）と羽咋国造が見える。
- 加我国造（かがのくにのみやつこ、賀我国造）
加賀国加賀郡（現・石川県河北郡一帯）を治めたと見られる国造[5]。「国造本紀」では、雄略天皇の御代に三尾君祖石衝別命の四世孫・大兄彦君が初代国造に任じられたとする[原 5]。
- 羽咋国造（はくいのくにのみやつこ）
能登国羽咋郡羽咋郷（現・石川県羽咋市一帯）を治めたと見られる国造[6]。「国造本紀」では、雄略天皇の御代に三尾君祖石衝別命の子・石城別王が初代国造に任じられたとする[原 4]。

## 関係地

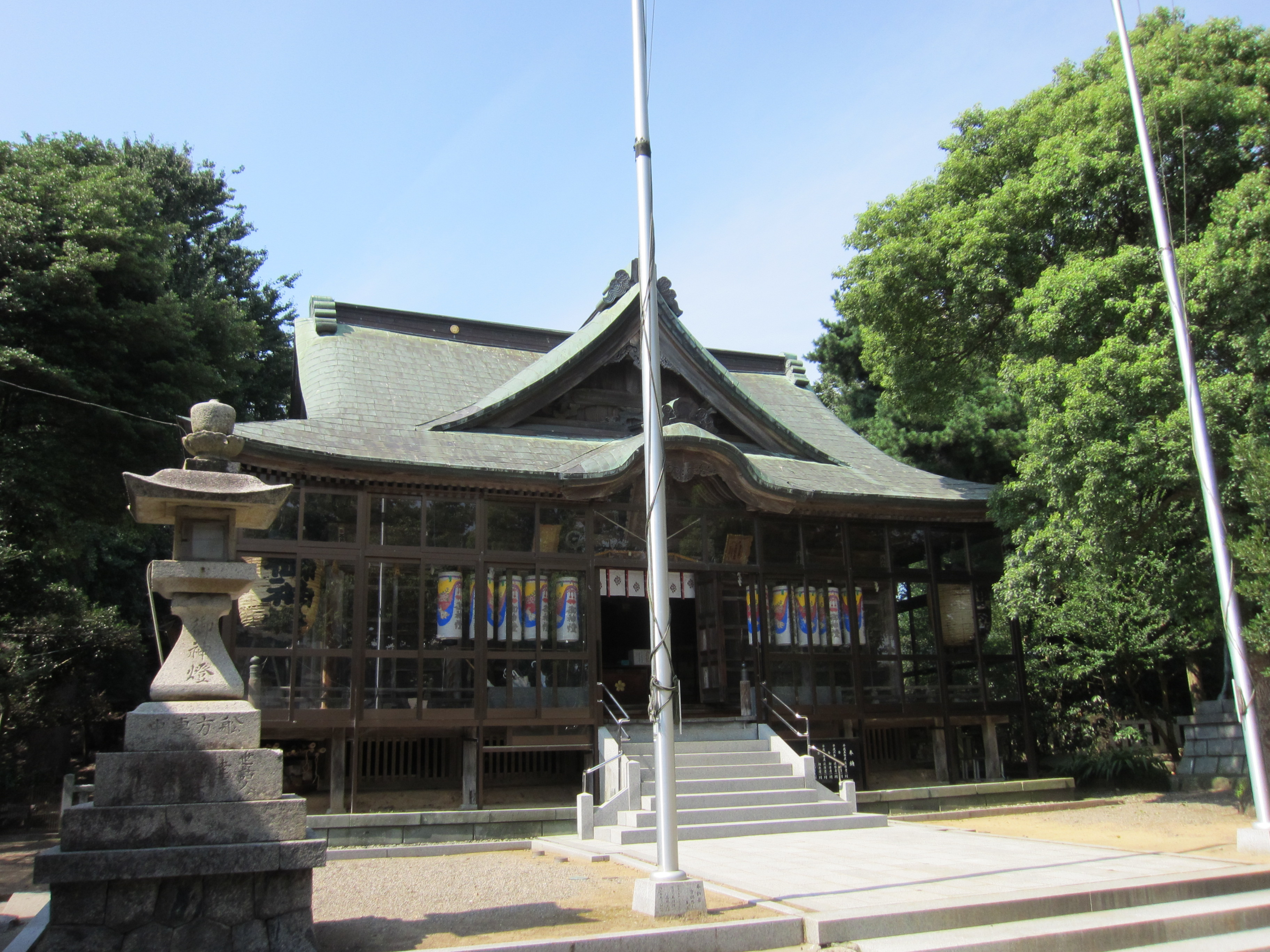
羽咋神社（石川県羽咋市）

- 羽咋神社（はくいじんじゃ、石川県羽咋市、北緯36度53分49.38秒 東経136度46分46.80秒）
式内社、旧県社。主祭神：石衝別命。
磐衝別命の子孫の羽咋君が氏祖を氏神として祀ったことに始まるとされる[7]。境内には上述の磐衝別命墓に治定された古墳がある。
当社で行う唐戸山神事相撲（羽咋市指定無形民俗文化財）は、当地で仁政を敷いた命を偲んで命日の9月25日に相撲を行った事に由来するという。また社伝において「羽咋（はくい）」の地名は、命がこの地で領民を苦しめた悪鳥を射落とし、その鳥の羽を命が連れた三匹の犬が喰った、すなわち「羽喰」に基づくという（ただし、一説には大国主命の故事によるともいう）。そのほか、命の妻について「三足比咩命（みたらしひめのみこと）」という名を伝える。
当社周辺には、磐衝別命墓・磐城別王墓を含めて命に関する7つの塚（羽咋七塚）が伝わる[2][7]。

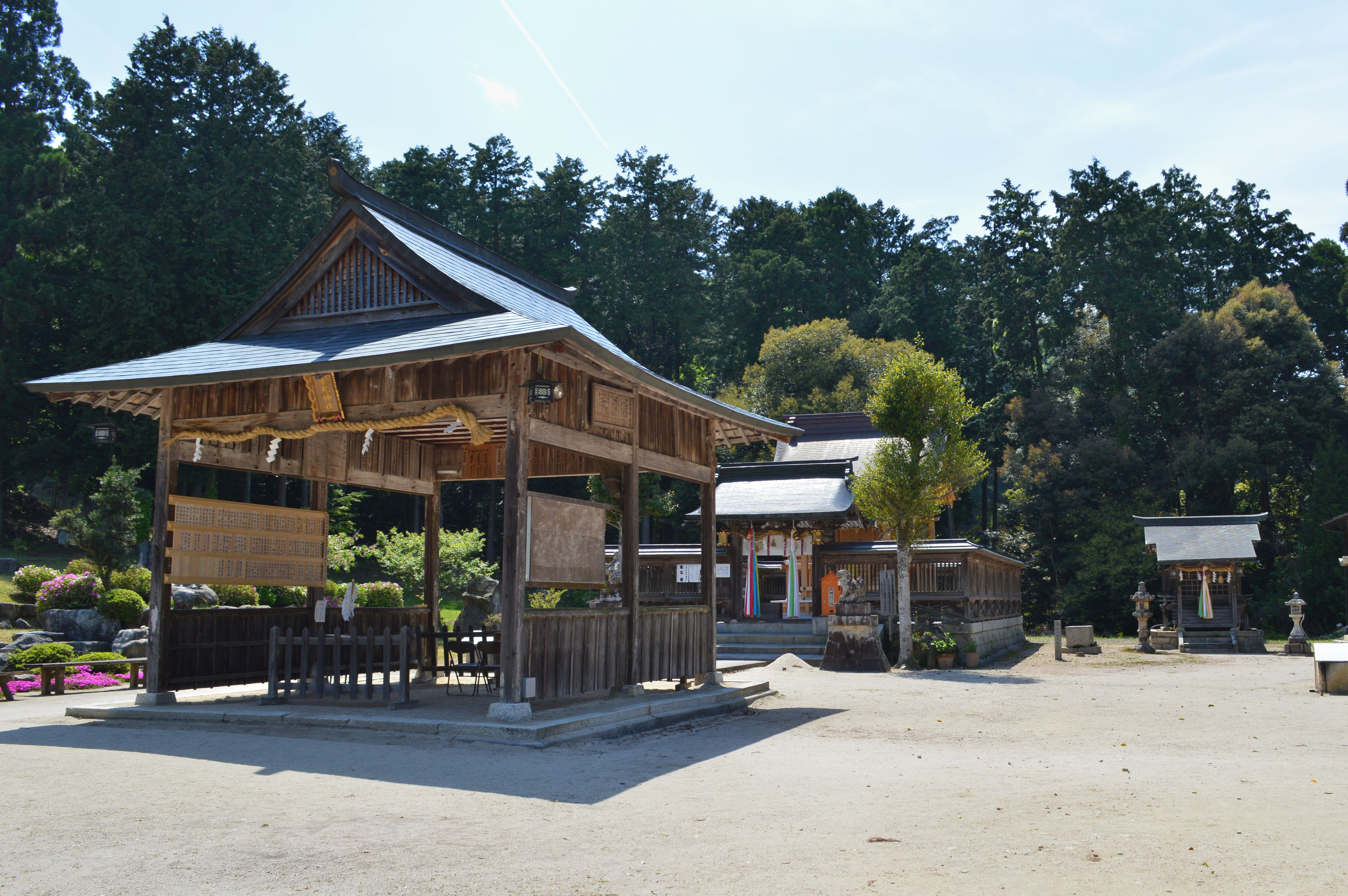
水尾神社（滋賀県高島市）

- 水尾神社（みおじんじゃ、滋賀県高島市、北緯35度18分23.67秒 東経135度59分18.13秒）
式内社（名神大）、旧県社。祭神：磐衝別命、比咩神（振媛）。
社伝では、磐衝別命は猿田彦命の天成神道を学ぶために当地を来訪し、この地で亡くなった。そのため、御子・磐城別命が三尾山に父を葬り、父を祀るため神社を創建したという。当社では、併せてこの地で継体天皇を産んだという比咩神（振媛）を祀っている。
- 大湊神社（おおみなとじんじゃ、福井県坂井市） - 式内社。古記録では、かつて磐衝別命も祭神として祀ったという。
- 布久比神社（ふくいじんじゃ、兵庫県豊岡市） - 式内社。「岩衝別命」として祭神に祀る。